# Odo bruchi
Odo bruchi är en spindelart som först beskrevs av Cândido Firmino de Mello-Leitão 1938.  
Odo bruchi ingår i släktet Odo och familjen taggfotsspindlar. Inga underarter finns listade i Catalogue of Life.